# Domenico Luigi Barone
Domenico Luigi Barone marchese di Liveri (Liveri, 1685 – Napoli, 1757) è stato un drammaturgo italiano.
Antesignano del Metodo Stanislavskij, fu attivo alla corte di Carlo III Borbone, re di Napoli e divenne famoso per la sua pratica di far provare gli attori per alcuni mesi prima di andare in scena. Viene ricordato più per il suo metodo di lavoro con gli attori che per la qualità della sua scrittura.
Per la realizzazione della commedia Il filosofo inglese, Carlo Goldoni fu accusato di essersi ispirato alle scene composte (rappresentazione sul palco in contemporanea di azioni che si svolgono in luoghi e momenti diversi) sperimentate con successo a Napoli da Barone. All'accusa, il commediografo veneziano replicò nella prefazione all'edizione a stampa della sua commedia.

## Biografia
Il suo nome ricorre per la prima volta tra gli alunni di un collegio gesuita che nel 1703 misero in scena Clitennestra. Successivamente fondò e diresse a Liveri una compagnia che rappresentava con successo sue opere. Nel 1733, la commedia Il cavaliere fu replicata 32 volte. Notato da alcuni aristocratici, fu segnalato a re Carlo che lo chiamò a sorvegliare sulla decenza delle commedie che allora venivano messe in scena al Teatro San Carlo di Napoli. 
Nello stesso teatro, nel 1735, rappresentò con grande successo la commedia La contessa.
Dal 1741 a 1747 divenne commediografo ufficiale di corte, ricevendo lauti compensi e il titolo prima di barone e poi di marchese di Liveri. 

## Opere
- Il cavaliere (1733)
- La contessa (1735)
- Partenio (1737)
- L'Abbate (1741)
- Il governatore (1742)
- Il corsale (1743)
- Gianfecondo (1745)
- La Claudia (1745)
- Gli studenti (1748)
- Alberico (1753)
- Il solitario (1756)
- La sirena (1758)